# Les Fanflures Brass Band
 (mars 2018).
Fanflures Brass Band est un groupe de musique (brass band) ou une fanfare français, originaire de Toulouse, en Haute-Garonne. Le groupe, composé de 7 musiciens, se revendique d'inspiration des fanfares de la Nouvelle-Orléans telles que le Hot 8 Brass Band ou Rebirth Brass Band, en y ajoutant une touche personnelle avec du chant en français et des influences musicales jazz, funk, hip-hop et soul.

## Histoire
Après un voyage à La Nouvelle-Orléans en 2013, Gabriel Ray décide de former le groupe sur le modèle des brass bands qu'il a vu outre atlantique. Après avoir joué des reprises de funk de Nouvelle-Orléans, le groupe enregistre son premier album Dans ta face ! comprenant reprises et compositions originales en 2016. Cet album est listé dans les « 10 albums de jazz français qu'il faut écouter d'urgence » par Les Inrocks et dans Citizen Jazz. Après avoir fait une mini tournée à La Nouvelle-Orléans, et joué dans de nombreux festivals Jazz,, ils enregistrent un EP Work Together en 2017 ouvrant leur style au hip-hop-slam en français avec une reprise de Saïan Supa Crew, Angela, qui passera sur FIP dans la foulée et le titre Work Together diffusé dans Open Jazz d'Alex Dutilh,.
En 2018, ils accentuent leur style propre en sortant Mourir de temps en temps, auto-décrit sous le genre « heavy funk ». Par la suite, le groupe prépare un album pour 2020, et fait la première partie du Hot 8 Brass Band en France. Sort alors l'album Rumeur d'or cette même année. À la fin 2021, ils effectuent une master classe avec les élèves du lycée Ruffié à Limoux.

## Membres
- Gabriel Ray — trombone, chant
- Thomas Alfonso — trompette, chant
- Vincent Pallotis — trompette, chœurs
- Lucas Belon — saxophone tenor, chœurs
- Damien Roche — caisse claire
- Gael Carigand — grosse caisse
- Vincent Garric — soubassophone

## Discographie
- 2016 : Dans ta face ! (BnB Prod, Ma Case Distribution)
- 2017 : Work Together (BnB Prod, Ma case Distribution)
- 2018 : Mourir de temps en temps (BnB Prod, Ma case Distribution)
- 2020 : Rumeur d'or